# محمود ياسر محمود
محمود ياسر  لاعب كرة قدم مصري يلعب حالياً منتخب مصر تحت 23. لعب سابقاً في نادي سموحة ونادي الشمال القطري.